# Xã Austin, Quận Mower, Minnesota
Xã Austin (tiếng Anh: Austin Township) là một xã thuộc quận Mower, tiểu bang Minnesota, Hoa Kỳ. Năm 2010, dân số của xã này là 1.004 người.